# Camí de la Collada

El Camí de la Collada, respecte del terme d'Abella de la Conca

El Camí de la Collada és un dels antics camins de bast que unien Abella de la Conca amb Carreu a través del Portell o Collada de Gassó. Discorre pel terme municipal d'Abella de la Conca, a la comarca del Pallars Jussà.
En l'actualitat és una pista rural i de muntanya, apta, amb precaució, per a tota mena de vehicles tot terreny.
Arrenca del Camí de Carreu al nord-oest de Cal Borrell, i, fent revolts, es va adreçant cap al nord-oest, fins que enllaça amb la Pista del Portell al nord-est de la Collada Pelosa de baix. Pertany a la partida de les Vielles.

## Etimologia
Es tracta d'un topònim romànic modern, de caràcter descriptiu: pren el nom de la Collada Pelosa, a la qual s'adreça des de Cal Borrell.